# Those of the Unlight
Those of the Unlight drugi je studijski album Švedskog black metal-sastava Marduk. Diskografska kuća Osmose Productions objavila ga je 1. listopada 1993. godine.

## O albumu
Those of the Unlight jedini je Mardukov album na kojem je Joakim Göthberg svirao bubnjeve i pjevao. Posljednji je uradak skupine do albuma Plague Angel na kojem je svirao Magnus Andersson i posljednji uopće na kojem je svirao gitaru (naknadno je svirao bas-gitaru).
"Burn My Coffin" izvorno je bilo ime pjesme koja se trebala pojaviti na Mayhemovu albumu De Mysteriis Dom Sathanas, no taj je naslov Per Yngve Ohlin izmijenio prije nego što je umro. Marduk je naknadno preuzeo to ime za svoju pjesmu.
Ponovno izdanje objavljeno je 4. travnja 2006., a objavila ga je diskografska kuća Regain Records. Na njemu se nalaze tri pjesme snimljene uživo 12. kolovoza 1993.

## Popis pjesama
Tekstovi: Morgan Håkansson. 
| 1.    | »Darkness Breeds Immortality«   | 3:48 |
| 2.    | »Those of the Unlight«          | 4:43 |
| 3.    | »Wolves«                        | 5:50 |
| 4.    | »On Darkened Wings«             | 4:15 |
| 5.    | »Burn My Coffin«                | 5:15 |
| 6.    | »A Sculpture of the Night«      | 3:29 |
| 7.    | »Echoes from the Past«          | 7:06 |
| 8.    | »Stone Stands Its Silent Vigil« | 3:03 |
| 37:29 |                                 |      |

| 9.  | »Darkness Breeds Immortality« (uživo)     |  |
| 10. | »A Sculpture of the Night« (uživo)        |  |
| 11. | »The Funeral Seems to be Endless« (uživo) |  |

## Zasluge
| Marduk - Joakim Af Gravf – vokali, bubnjevi - Devo Andersson – gitara - Morgan Håkansson – gitara, grafički dizajn - B. War – bas-gitara | Ostalo osoblje - Misja Baas – omot albuma - Kim Osara – grafički dizajn - Dan Swanö – miks |